# 貴島彩理
貴島 彩理（きじま さり）は、テレビ朝日総合編成局ドラマ制作部プロデューサー。

## 略歴
慶應義塾大学法学部法律学科を卒業後、2012年、テレビ朝日に入社。バラエティー部でAD、ディレクターを3年半経験した後、2016年にドラマ部へ異動。
『おっさんずラブ』の放送時は、視聴率が振るわなかった（第1話の視聴率は2.9%）ものの、最終話に近づくに連れてSNSなどで話題になり、Twitter トレンド世界1位を獲得した。
放送後も、この作品は数々の賞を受賞し、貴島自身も日経ウーマンの「ウーマン・オブ・ザ・イヤー2019」やエランドール賞のプロデューサー奨励賞を受賞している。

## 人物
- テレビ朝日の女性ドラマプロデューサーの開拓者であった内山聖子と三輪祐見子を目標に挙げる[5]。
- 同局アナウンサーの弘中綾香は番組制作者として貴島の名前を挙げ、「貴島さんにはすごい勇気づけられていて、ひとつ上の先輩があれだけ世の中にムーブメントを起こすような作品を作った。私ももしかしたら社会に対して良い影響をもたらすようなコンテンツを世に出せるんじゃないかと。テレビだからこそできる、波及力のある、社会にインパクトを与える番組を作りたいなと思ってます」と言っている[6]。

## 作品
- 『おっさんずラブ』（2016年12月31日放送）
- 『オトナ高校 エピソード0』（2017年10月8日配信）
- 『オトナ高校』（2017年放送）
- 『オトナ高校スピンオフ〜炎上のチェリークリスマス♥️〜』（2017年12月17日配信）
- 『おっさんずラブ』（2018年放送）[7]
  - 第12回「コンフィデンスアワード・ドラマ賞」作品賞、助演男優賞
  - 第97回「ザテレビジョンドラマアカデミー賞」作品賞、主演男優賞、助演男優賞、脚本賞、特別賞
  - 「東京ドラマアウォード2018」連ドラ作品賞グランプリ、主演男優賞(田中圭)、助演男優賞(吉田鋼太郎)
  - 「2019年 エランドール賞」プロデューサー奨励賞
  - 「2018 ユーキャン新語・流行語大賞」おっさんずラブ
  - 「ビデオ屋さん大賞 2018」国内TVドラマ部門 金賞
  - 第11回 「日本ブルーレイ大賞」TVドラマ賞
  - 「デジタル・コンテンツ・オブ・ジ・イヤー’18/ 第24回AMD Award」 優秀賞
  - 第3回「コンフィデンスアワード・ドラマ賞 年間大賞 2018」作品賞
  - 第22回「日刊スポーツ・ドラマグランプリ」作品賞、主演男優賞(田中圭)、助演女優賞(内田理央)、助演男優賞(林遣都)
  - 第45回「放送文化基金賞」テレビドラマ部門 優秀賞
- 『私のおじさん〜WATAOJI〜』（2019年放送）
- 『劇場版 おっさんずラブ 〜LOVE or DEAD〜』（2019年8月23日公開）
- 『おっさんずラブ-in the sky-』（2019年放送）
- 『おっさんずラブ-in the sky-〜ゆく年くる年SP〜』（2019年12月24日・25日配信）
- 『おっさんずラブ-リターンズ-』（2024年放送）
- 『ハゲしわしわときどき恋』（2020年1月2日放送）
- 『女子高生の無駄づかい』（2020年放送）
- 『刑事7人 第6期』(2020年放送)
- 『にじいろカルテ』(2021年放送)
- 『あのときキスしておけば』（2021年放送）
- 『鹿楓堂よついろ日和』（2022年放送）
- 『監察の一条さん』（2022年放送）
- 『星降る夜に』（2023年放送）
- 『unknown』（2023年放送）
- 『無能の鷹』（2024年放送）
- 『魔物』（2025年放送）

## 関連する人物
- 内山聖子
- 三輪祐見子